# 気味
| ウィキペディアには「気味」という見出しの百科事典記事はありません（タイトルに「気味」を含むページの一覧/「気味」で始まるページの一覧）。 代わりにウィクショナリーのページ「気味」が役に立つかもしれません。 |